# Urania Basket Milano
O Urania Basket Milano SSDaRL , conhecido também como Wegreenit Urania Milano por motivos de patrocinadores, é um clube de basquetebol baseado em Milão, Lombardia, Itália que atualmente disputa a Série B, relativa à terceira divisão italiana. Manda seus jogos no PalaIseo.

## Histórico de Temporadas
| Temporada | Nível | Liga     | Pos.                             | J                                | PL                               | Resultado                        |
| --------- | ----- | -------- | -------------------------------- | -------------------------------- | -------------------------------- | -------------------------------- |
| 2012-13   | 4     | DN B     | 10º                              | 13-17                            |                                  |                                  |
| 2013-14   | 4     | DN B     | 10º                              | 13-17                            |                                  |                                  |
| 2014-15   | 3     | Serie B  | 6º                               | 16-12                            | 0-2                              | Quartas de finais Gr.B           |
| 2015-16   | 3     | Serie B  | 4º                               | 20-10                            | 2-3                              | Semifinal Gr. B                  |
| 2016-17   | 3     | Serie B  | 11º                              | 13-17                            |                                  |                                  |
| 2017-18   | 3     | Serie B  | 3º                               | 21-9                             | 3-3                              | Semifinal Grupo 1                |
| 2018-19   | 3     | Serie B  | 2º                               | 20-10                            | 9-2                              | PromovidoFinal Four              |
| 2019-20   | 2     | Serie A2 | Cancelado - Pandemia de COVID-19 | Cancelado - Pandemia de COVID-19 | Cancelado - Pandemia de COVID-19 | Cancelado - Pandemia de COVID-19 |
| 2020-21   | 2     | Serie A2 | 10º                              | 19-17                            | 0-3                              | Oitavas de finais                |
| 2021-22   | 2     | Serie A2 | 10º                              | 10-16                            |                                  |                                  |
| 2022-23   | 2     | Serie A2 | 5º                               | 14-10                            | 1-3                              | Quartas de finais                |
| 2023-24   | 2     | Serie A2 | 5º                               | 15-17                            | 1-3                              | Oitavas de finais                |
| 2024-25   | 2     | Serie A2 | 7º                               | 21-17                            | 0-3                              | Quartas de finais                |

fonte:eurobasket.com